# 乌克兰陆军第31机械化旅
第31獨立機械化旅（烏克蘭語：31-ша окрема механізована бригада）是烏克蘭陸軍下轄的一個烏克蘭機械化步兵部隊，成立於2023年。

## 歷史
2023年2月18日，該旅正處於組建階段。同年夏季，投入2023年烏克蘭反攻行動。6月26日，影片顯示該旅第2機械化營攻克瑞夫諾皮爾。

## 編制
2023年時的編制為：
- 第31獨立機械化旅
  - 本部
  - 第1機械化營
  - 第2機械化營
  - 第3機械化營
  - 坦克營
  - 砲兵群
  - 防空營
  - 偵察連
  - 工兵營
  - 後勤營
  - 維修營
  - 通信連
  - 雷達連
  - 衛生連
  - CBRN防護連